# Бернар де Вантадур
Бернар де Вантадур  — виконт де Вантадур с 1329 года, с 1350 граф Вантадура. Сын Эбля VIII Вантадурского (ум. 1321).
Бернар де Вантадур с 1339 года участвовал в войнах Филиппа VI под началом герцога Жана Нормандского и графа д’Арманьяка, за что получил (за небольшую плату) шателении Крок и Сент-Аньян-пре-Крок (1346).
В том же 1346 году захватил сеньории Монпансье и Эгеперс после смерти (в 9-месячном возрасте) графини Жанны де Дрё. Король признал его наследником в обмен на уплату 10 тысяч флоринов.
С 1355 года — член королевского Совета с ежегодным жалованием в 2 тысячи ливров. В конце того же года получил от короля Иоанна II сначала 4 тысячи, потом ещё тысячу золотых денье.
В 1382 году Бернар де Вантадур с согласия своего сына Роберта продал сеньорию Монпансье Жану Французскому, герцогу Беррийскому, сыну Иоанна II. Монпансье получил статус графства и был подарен старшему сыну Жана Беррийского Карлу, который в том же году умер в возрасте 20 лет. В 1386 году Жан Беррийский отдал Монпансье в апанаж другому сыну — Жану. Тот тоже умер раньше отца, и в 1416 году графиней Монпансье стала Мария Беррийская, жена Жана I де Бурбона.